# 群馬松嶺福祉短期大学
群馬松嶺福祉短期大学（ぐんましょうれいふくしたんきだいがく、英語: Gunma Shorei Junior College of Welfare）は、群馬県太田市内ヶ島1361-4に本部を置いていた日本の私立大学である。1999年に設置され、2011年に廃止された。大学の略称は松嶺。

## 概観

### 大学全体
- 群馬県太田市に所在した日本の私立短期大学で、設置主体は学校法人群馬常磐学園[注 2]
- 旧・群馬県立太田工業高等学校の跡地を活用し、1999年に入学総定員200名体制で開学、学科数は最大で1学科3専攻のち2専攻。
- 2009年度の入学生を最後に[注釈 2]、2011年に短期大学としての使命を終える[注釈 3]。

### 建学の精神（校訓・理念・学是）
- 群馬松嶺福祉短期大学における建学の精神は「質実・勤勉」となっていた。

### 教育および研究
- 群馬松嶺福祉短期大学は福祉系のカリキュラムが組まれていた。

### 学風および特色
- 群馬松嶺福祉短期大学は社会福祉施設における実務教育に力をいれていた。

## 沿革
- 1998年
  - 12月22日 左記を以て文部省[注 3]より短期大学の設置が認可される[注 4]。
- 1999年
  - 4月1日 群馬松嶺福祉短期大学が以下の学科体制にて開学する[6]。
    - 人間福祉学科
      - 福祉文化専攻 入学定員120名
      - 健康福祉専攻 入学定員80名

  - 5月1日 学生数[7]/定員
    - 人間福祉学科 120[注 5]/200
- 2002年
  - 4月1日 専攻名称を以下の通り変更[8]。
    - 福祉文化専攻→社会福祉専攻
    - 健康福祉専攻→介護福祉専攻
- 2003年
  - 4月1日 専攻課程を以下の通り設置し、一部既存の専攻課程の入学定員を以下の通りに変更[9]。
    - 児童福祉専攻 入学定員50名
    - 社会福祉専攻 120→70
- 2006年
  - 4月1日 社会福祉専攻の学生募集をこの年度で最終とする[注 6]。
- 2009年
  - 4月1日 この年度をもって学生募集を終える[注釈 2]。
  - 同 介護福祉専攻の入学定員を80→40に減員[11]。
- 2011年
  - 7月7日 左記をもって廃止の認可がおりる[注釈 3]。

## 基礎データ

### 所在地
- 群馬県太田市内ヶ島1361-4[注釈 1]

### 当時の交通アクセス
- 最寄りの駅は東武鉄道伊勢崎線太田駅。同駅南口より「イオン太田ショッピングセンター行」バスに乗車の上、「松嶺短大入口」バス停留所で下車するのが便利であった。

#### アクセス外部リンク
- バス時刻表
- 周辺マップ

## 教育および研究

### 組織

#### 学科
- 人間福祉学科
  - 社会福祉専攻 入学定員70名[注 7]
  - 介護福祉専攻 入学定員40名[注釈 4]
  - 児童福祉専攻 入学定員50名[注釈 4]

#### 専攻科
- なし

#### 別科
- なし

##### 取得資格について
資格
- 介護福祉士：人間福祉学科介護福祉専攻[15]
- 保育士：人間福祉学科児童福祉専攻[15]

教職課程
- 幼稚園教諭二種免許状:2009年度より児童福祉専攻にて設置されていた。

その他
- 社会福祉士・精神保健福祉士の各受験資格の基礎カリキュラムが人間福祉学科社会福祉専攻で組み込まれていた。

#### 附属機関
- 図書館：地域の一般市民にも開放されていた。
- 福祉教育・研修センター：2005年設置。

### 研究
- 群馬松嶺福祉短期大学『福祉と人間科学 群馬松嶺福祉短期大学紀要』[2]

## 学生生活

### 部活動・クラブ活動・サークル活動
- 群馬松嶺福祉短期大学のクラブ活動（全てサークル活動）[15]
  - 体育系：サッカー・野球・バレーボール・マラソン・バスケットボール・ダンスほか
  - 文化系：ボランティア・軽音楽ほか

### 学園祭
- 群馬松嶺福祉短期大学の学園祭は「秋桜祭」と呼ばれ毎年、概ね10月中旬に行なわれていた。ちなみに、2007年度は10月13日と14日に行なわれていた。

### スポーツ
- 群馬県内の私立大学の学生が集まってのスポーツ大会に参加していた。

## 大学関係者と組織

### 大学関係者組織
- 群馬松嶺福祉短期大学の後援会組織がある。2000年に設置された[15]。

## 施設

### キャンパス
- 教室棟
- 学生ホール棟
- 管理研究棟
- アリーナ
- 駐車場

## 卒業後の進路について

### 就職について
- 全専攻とも社会福祉関連施設での専門職に就く人が多いものとなっていた[15]。

### 編入学・進学実績
- これまでの実績では日本社会事業大学などがある[15]。